# Station Amdo
Station Amdo is een spoorwegstation in het arrondissement Amdo in de Tibetaanse Autonome Regio, China.
Het station ligt aan de Peking-Lhasa-spoorlijn. Het station bevindt zich op een afstand van 1524 meter van het station in Xining in de provincie Qinghai. Het station heeft een wisselplaats.